# Владимир Немет Брацо
Владимир Немет Брацо Козарчанин (Загреб, 8. децембар 1918 — Саница, код Кључа, 2. август 1944) био је учесник Народноослободилачке борбе и народни херој Југославије.

## Биографија
Рођен је 8. децембра 1918. године у Загребу. Као средњошколац, био је лево оријентисан, па се, доласком на Технички факултет Загребачког свеучилишта, укључио у револуционарни студентски покрет.
Технички факултет Загребачког свеучилишта, односно стручно удружење студената Техничког факултета, годинама је било бастион франковске интелектуалне омладине, из које су долазиле све диверзије на револуционарни студентски покрет. У њему се упорно покушавала провести антисемитска идеја за студенте — Јевреје; у њему је одбијена свака акциона сарадња са студентима Љубљанског и Београдског универзитета. Због тога је разбијање тог франковачког упоришта партијска организација на загребачком свеучилишту поставила пред све комунисте на Техничком факултету као задатак о чијем је извршењу зависило успостављање јединственог фронта напредних студената свих југословенских универзитета.
На годишњој скупштини Удружења студената Техничког факултета, 18. маја 1940. године, франковци су доживели потпун пораз. Извео га је, уз носиоца левичарске листе, Нику Томића, и Владимир Немет, који је, уз петорицу левичара, ушао у нови Управни одбор. Био је то успешан почетак младог револуционара, скојевца, који је, непосредно пред рат, примљен у Комунистичку партију Југославије (КПЈ).
После окупације Краљевине Југославије, априла 1941. године, Немет остаје у окупираном Загребу и илегално делује по директивама партијског руководства. Прикупља оружје и растура летке. Кад је Централни комитет Комунистичке партије Југославије, јула 1941. године, донео одлуку о дизању устанка, Владимир је, помоћу фалсификоване пропуснице, изашао из окупираног Загреба и дошао у Приједор. Ту се повезао са Ивицом Марушићем Ратком, народним херојем, и заједно с њим организовао рушење постројења у руднику Љубији.
Из Приједора, Владимир одлази на Козару, где најпре био курир Другог крајишког партизанског одреда за централну Босну. Преносио је поверљиве материјале, пробијао се и кроз неослобођену територију, и увек је показивао храброст и сналажљивост. Ту је добио и надимак „Брацо Козарчанин“. Крајем 1942, Брацо је постао секретар Окружног комитета СКОЈ-а за Козару. Формирао је нове скојевске активе и успешно пролази чувене битке на опкољеној Козари.
Сам је, потом, руководио курсом за скојевске руководиоце у Мркоњић-граду и Јајцу. Као одличан организатор, 1943. године улази у Покрајински комитет СКОЈ-а за Босну и Херцеговину, где успешно примењује револуционарно искуство из студентских дана, стварајући у национално хетерогеној средини јединствен антифашистички омладински фронт.
Погинуо је 2. августа 1944. године, заједно са својим другом и саборцем Костом Боснићем, приликом ваздушног напада, на путу између Кључа и Босанског Петровца. Они су тада ишли у Саницу, на збор народа Подгрмеча поводом празника Илиндана.
Указом Президијума Народне скупштине Федеративне Народне Републике Југославије, 20. децембра 1951. године, проглашен је за народног хероја.